# Tityus cylindricus
Espèce
Synonymes
- Isometrus cylindricus Karsch, 1879

Tityus cylindricus est une espèce de scorpions de la famille des Buthidae.

## Distribution
Cette espèce est endémique de Bahia au Brésil,.

## Systématique et taxinomie
Cette espèce a été décrite sous le protonyme Isometrus cylindricus par Karsch en 1879. Elle est placée en synonymie avec Tityus stigmurus par Kraepelin en 1899. Elle est relevée de synonymie par De Souza, Candido, Lucas et Brescovit en 2009.

## Publication originale
- Karsch, 1879 : « Skorpionologische Beiträge. II. » Mittheilungen des Münchener Entomologischen Vereins, vol. 3, no 2, p. 97-136 (texte intégral).